# 近藤楓
近藤楓（日语：／ Kondo Kaede，1991年10月6日—），日本女子籃球運動員，效力於豐田汽車羚羊，主要位置為鋒衛搖擺人。

## 經歷
- 四國中央市立北小學校 - 四國中央市立土居中學校 - 愛媛縣立新居濱商業高等學校（日语：愛媛県立新居浜商業高等学校） - 大阪人間科學大學（日语：大阪人間科学大学） - 豐田汽車羚羊（2014年－）

## 日本代表經歷
- 2015年夏季世界大學運動會

## 外部連結
- 近藤楓 - トヨタ自動車アンテロープス （页面存档备份，存于） （日語）
- 近藤楓 - WJBL （页面存档备份，存于） （日語）